# Asesinato de Jiang Ge
Jiang Ge (en chino: 江歌; pinyin: Jiāng Gē) (Jimo, Qingdao; 1992 - Nakano, Tokio; 3 de noviembre de 2016) fue una estudiante china de posgrado de la Universidad de Hosei que fue apuñalada hasta la muerte por Chen Shifeng, también ciudadano chino de 25 años, justo a la salida de su apartamento. El caso fue polémico en China tras descubrirse que la compañera de piso de Jiang, Liu Xin, que en un principio afirmó desconocer la identidad del asesino, era la exnovia de éste. Más tarde se supo que, antes del asesinato, Liu pidió a Jiang que la acompañara por miedo a Chen, entró en el apartamento antes que Jiang y cerró la puerta con llave, y no hizo ningún intento por salvar a Jiang de su asesino.

## Personas involucradas
Jiang Ge era natural de la ciudad de Jimo (actual distrito de Jimo en la ciudad de Qingdao), provincia de Shandong, en el este de China. Fue criada por su madre, Jiang Qiulian, que se había divorciado de su padre cuando ella tenía un año. Tras superar el examen de acceso a la universidad, se trasladó a Weihai para estudiar en un colegio de primer ciclo y, más tarde, se presentó a los exámenes de educación superior autodidacta en Qufu para estudiar la licenciatura. En abril de 2015, comenzó a estudiar en el extranjero en una escuela de japonés y, en abril de 2016, fue admitida en el primer año de posgrado de la Universidad de Hosei, en Tokio.
Liu Xin (en chino: 刘鑫; pinyin: Liú Xīn) (nacida en 1992) era del distrito de Chengyang, en la ciudad de Qingdao. En el verano de 2010, comenzó su especialización en japonés en la Universidad Taishan de Qingdao y, en 2014, llegó a Japón para continuar sus estudios. En abril de 2015, se matriculó como estudiante de posgrado en la Universidad Daito Bunka de Tokio. Liu se mudó al apartamento de Jiang en septiembre de 2016.
Chen Shifeng (en chino: 陈世峰; pinyin: Chén Shìfēng) (nacido en 1991) era del condado de Yanchi, en la ciudad de Wuzhong, al oeste de China. Tras graduarse en 2004 en una escuela de enseñanza media, ingresó en la Universidad de Huaqiao en 2009 y se licenció en 2013. Tras graduarse, trabajó en el Instituto Confucio de la Universidad Kasetsart de Bangkok (Tailandia), donde enseñó caligrafía. En 2015, se trasladó a Japón, donde asistió a una escuela de idiomas en Fukuoka y, en 2016, ingresó en la escuela de posgrado de estudios chinos de la Universidad Daito Bunka. Antes del incidente, vivía en el barrio tokiota de Itabashi.

## Asesinato
En la tarde del 2 de noviembre de 2016, Chen Shifeng localizó el apartamento donde residían Liu Xin y Jiang Ge y procedió a acosar a Liu. Se abstuvo de abrir la puerta y utilizó WeChat para ponerse en contacto y pedir ayuda a Jiang, que no se encontraba en casa en ese momento. Jiang sugirió llamar a la policía, pero Liu rechazó su propuesta porque no quería llamar la atención. Posteriormente, regresó al apartamento en un intento de persuadir a Chen para que se marchara. A continuación, Jiang reanudó sus estudios universitarios, mientras que Liu fue a su lugar de trabajo.
Chen acosó a Liu hasta el trabajo, amenazándola e insistiendo en que se reconciliara con él. Al llegar al restaurante, Liu pidió ayuda a un amigo, que se hizo pasar por su novio para librarla del persistente acoso de Chen. Chen se marchó, pero siguió inundando a Liu con múltiples mensajes amenazadores. Hacia las once de la noche, Liu envió un mensaje a Jiang pidiéndole que esperara en la estación de Higashi-Nakano para acompañarla a casa por miedo a las amenazas de Chen, de las que no informó a Jiang. Cuando Jiang llegó a la estación para esperar a Liu, mantuvo una llamada de voz por WeChat con su madre en China hasta la llegada de Liu.
Aproximadamente a las 12:15 horas del día siguiente, la pareja regresó a su apartamento y entró en el pasillo del segundo piso. Chen, que había estado siguiendo a la pareja, se precipitó al segundo piso del apartamento y blandió un cuchillo al encontrarse con Jiang. Liu, que se adelantó a Jiang, entró en el apartamento y cerró la puerta momentos antes de que Chen se encontrara con Jiang. Se produjo un altercado entre Jiang y Chen, en el que Jiang fue apuñalada diez veces, una de ellas en el cuello, antes de huir del lugar. Durante todo este tiempo, Liu permaneció dentro del apartamento, mientras se ponía en contacto con la policía. Solo abrió la puerta cuando llegaron. A continuación, Jiang fue trasladada al hospital, donde sucumbió a sus heridas debido a la excesiva pérdida de sangre.

## Juicio y hechos posteriores

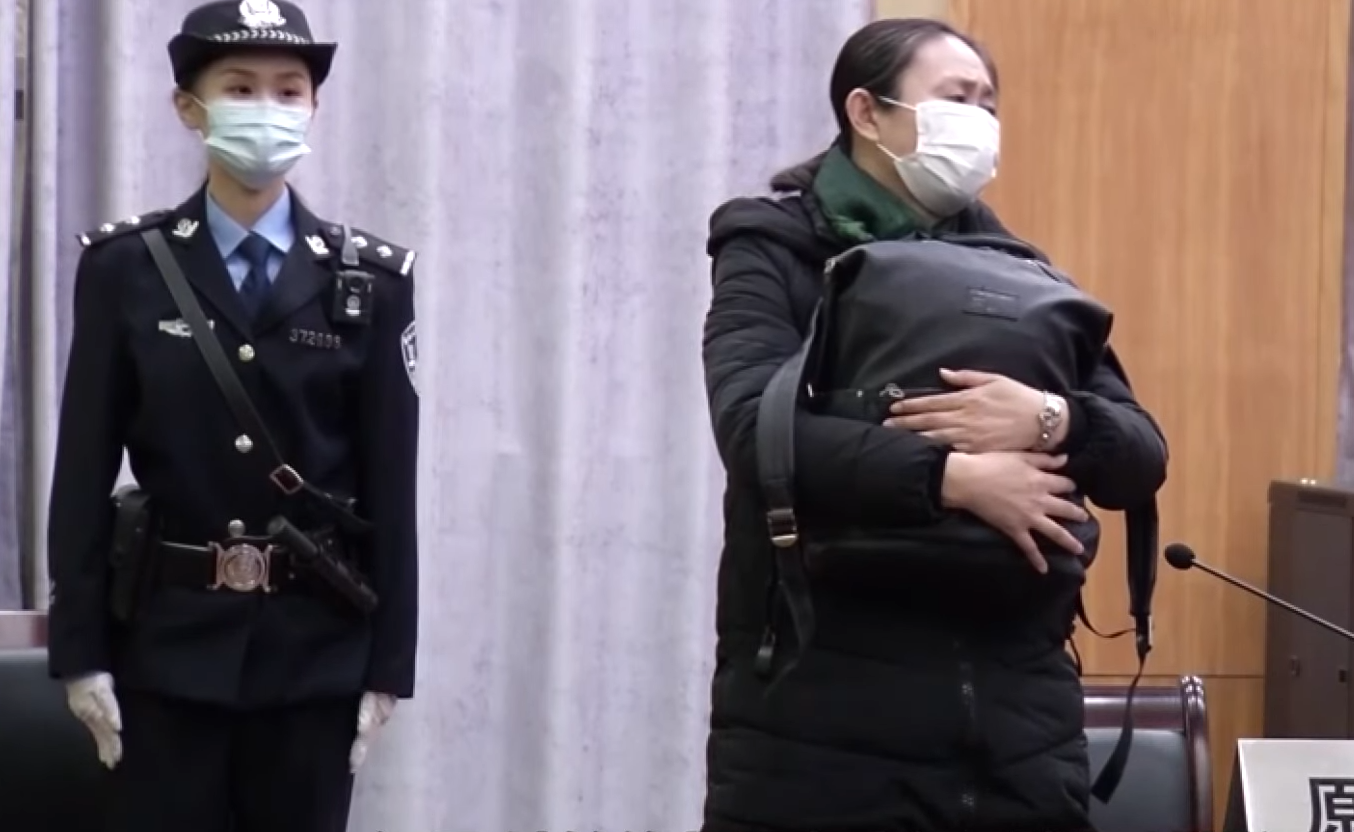
Jiang Qiulian, madre de la víctima, en el tribunal durante el anuncio del veredicto sobre el caso de Jiang Ge, en 2022.

Inicialmente, tras el incidente, Liu Xin afirmó no saber ni tener pistas sobre quién había sido el autor, hasta cuatro días después, el 7 de noviembre de 2016, cuando la Policía Metropolitana de Tokio detuvo a Chen bajo sospecha de intimidación tras descubrir que había enviado un correo electrónico amenazador a Liu el día del asesinato. Durante la investigación posterior, la policía encontró pruebas de su implicación en el crimen y emitió una orden de detención contra él como sospechoso de asesinato. El 14 de diciembre, la fiscalía acusó formalmente a Chen de intimidación y asesinato, y posteriormente se programó el juicio del caso para diciembre de 2017.
El 14 de agosto de 2017, la madre de Jiang Ge, Jiang Qiulian, publicó un artículo en plataformas de medios sociales chinas y recogió firmas para su petición entre el público a través de medios en línea y postales, instando a las autoridades judiciales japonesas a condenar a Chen Shifeng a muerte. En noviembre del mismo año, justo antes de que comenzara el juicio, viajó a Tokio y llevó a cabo una campaña de recogida de firmas de varios días de duración en el parque de la salida oeste de la estación de Ikebukuro y, al parecer, recogió más de dos millones de firmas antes de que comenzara el proceso judicial. Sin embargo, algunos profesionales del Derecho, entre ellos el entonces representante legal de Jiang, creían que el impacto de esta campaña de recogida de firmas podría ser limitado y que sería poco probable que Chen fuera condenado a muerte.
El 11 de diciembre comenzó el juicio de Chen Shifeng en el Tribunal de Distrito de Tokio, y tanto la acusación como la defensa presentaron sus alegatos iniciales, seguidos de la presentación de las pruebas de la acusación y el testimonio forense de los testigos de cargo. El juicio duró hasta el 20 de diciembre, e incluyó los testimonios de Jiang Qiulian y Liu Xin. Chen fue condenado a 20 años de cárcel por asesinato. El 22 de diciembre, apeló contra la sentencia de primera instancia tras el anuncio del veredicto, pero la apelación fue retirada el 29 de diciembre y la sentencia original entró oficialmente en vigor.

### Opinión pública sobre el caso en China
El 5 de noviembre de 2016, dos días después del asesinato, Jiang Qiulian publicó en la plataforma de redes sociales china Sina Weibo que el culpable de matar a Jiang Ge era Chen Shifeng y que este era el antiguo novio de Liu Xin. Esta noticia atrajo la atención de los internautas chinos y dio lugar a un debate público sobre la actuación de Liu durante el asesinato de Jiang, que la acusaron de esconderse en la habitación y no intentar salvar a Jiang Ge, que murió mientras intentaba protegerla. Liu Xin creía que la publicación en Weibo de Jiang Qiulian había provocado el acoso y la difamación de los internautas. En comunicaciones privadas, Liu informó a Jiang de que cesaría el contacto con ella una vez resuelto el caso. Posteriormente, Liu ignoró los mensajes de WeChat enviados por Jiang y no asistió al funeral de Jiang Ge, como se había acordado. Tampoco se reunió con Jiang Qiulian cuando esta viajó a Japón.
El 21 de mayo de 2017, al no poder reunirse con Liu durante los 200 días transcurridos desde el asesinato de su hija, Jiang compartió un post en Weibo en el que culpaba a Liu de haber cerrado la puerta del apartamento con llave durante el asesinato de Jiang Ge y divulgó públicamente información personal de Liu, incluidas sus fotos, los nombres de sus padres, su número de teléfono y el número de su documento de identidad en el post, en un intento de presionar a Liu para que se presentara. La publicación en Weibo suscitó un gran número de comparticiones y comentarios. Días después de su publicación en Weibo, Liu y sus padres se pusieron en contacto con Jiang, acusándola de invadir su intimidad y pidiéndole que borrara el post. Sin embargo, Jiang se negó a acceder a la petición de Liu y, a principios de junio del mismo año, Sina eliminó los artículos que contenían información personal de Liu por motivos de privacidad. En respuesta, Jiang imprimió más de mil folletos con la información de los artículos y los pegó por toda la ciudad natal de Liu, en Qingdao.
En agosto de 2017, tanto Jiang como Liu concedieron entrevistas por separado al periódico digital The Paper y a un programa de entrevistas organizado por The Beijing News. Gracias a la coordinación de ambos medios, Liu se reunió por primera vez con Jiang el 23 de agosto. Expresó su arrepentimiento por haber evitado a Jiang, pero ambos no llegaron a un acuerdo.
Tras el asesinato de Jiang Ge, Liu se enfrentó a importantes críticas y condenas por parte de la opinión pública china. Las dudas iniciales sobre Liu se originaron por la revelación de Jiang Qiulian en noviembre de 2016 sobre la anterior relación romántica de Liu con Chen Shifeng. En mayo de 2017, tras hacerse pública la información personal de Liu Xin y su familia, se produjo otra oleada de acusaciones e insultos contra ella en internet. En agosto de 2017, la campaña de recogida de firmas de Jiang volvió a poner el caso en el punto de mira de la opinión pública, lo que provocó nuevas críticas e incluso que Liu fuera despedida de la escuela de japonés en la que impartía clases en Qingdao. En noviembre, se publicaron en Internet las entrevistas de The Beijing News a Jiang y Liu, lo que generó una gran respuesta en China y devolvió a la opinión pública ciertas dudas y detalles del caso. Algunos internautas creían que, aunque el acoso en línea contra Liu Xin había alcanzado el nivel de ciberacoso, dadas sus acciones en el caso, era un castigo merecido para ella. Sin embargo, algunos argumentaron que hasta que no se confirmen los hechos y se determine la responsabilidad, el juicio moral del público sobre Liu carece de base fáctica y es injusto.
Sin embargo, también hubo voces que opinaban que el «juicio moral» de la opinión pública contra Liu Xin era infundado e injusto. Al mismo tiempo, algunas de las acciones de Jiang Qiulian también suscitaron críticas por parte de algunos internautas. Algunos miembros del público, representados por Chen Lan, acusaron a Jiang Qiulian de recaudar enormes cantidades de fondos benéficos y de participar en actividades como la usura，y pidieron a Jiang Qiulian que revelara el paradero de las donaciones. Zhang Shi, redactor jefe adjunto del Chinese Herald de Japón, y columnista del sitio web chino Nikkei, señaló que, en comparación con la amplia y gran atención de los medios chinos, los japoneses tienen una cobertura muy limitada del caso. En su opinión, este caso no es más que un caso ordinario de asesinato relacionado con una disputa emocional y tiene poca repercusión en la sociedad japonesa. A la opinión pública china le complace el «juicio moral» de Liu Xin, pero los japoneses creen que Liu Xin no sólo no tiene responsabilidad legal, sino que además es una de las víctimas y debe ser protegida en lugar de que su información salga a la luz.

### Juicio posterior de Liu Xin
El día en que Chen Shifeng fue condenado a prisión por el tribunal, Jiang Qiulian celebró una rueda de prensa y expresó que no podía aceptar el veredicto de que Chen no fuera condenado a muerte. A la par, anunció que presentaría una demanda contra Liu Xin tras regresar a China para investigar su responsabilidad en el asesinato de Jiang Ge.
El 15 de octubre de 2018, Jiang publicó en Weibo para anunciar una demanda contra Liu Xin. El caso fue archivado con éxito el 28 de octubre de 2019. Durante este período, viajó entre China y Japón para obtener pruebas relacionadas con el caso. El 22 de diciembre siguiente, Weibo prohibió la cuenta de Liu Xin alegando que había consumido dinero obtenido mediante donaciones de sus seguidores y había atacado a la familia de Jiang Ge.
El 5 de junio de 2020, se celebró una reunión previa al juicio en el Tribunal Popular del Distrito de Chengyang en Qingdao. El 15 de abril de 2021, se celebró la vista del caso ante el tribunal. Tras cuatro horas de juicio, el presidente del tribunal anunció un aplazamiento y que no pronunciaría el veredicto ese día, sino en una fecha posterior. En un principio, estaba previsto que el caso se pronunciara en la mañana del 31 de diciembre, pero debido a la repentina enfermedad del juez presidente el día anterior, el veredicto se canceló temporalmente.
El 19 de enero de 2022, el tribunal dictó una sentencia en primera instancia en la que declaraba que Liu era culpable por haber cerrado la puerta con llave en el momento del asesinato de Jiang Ge y que debía asumir la responsabilidad civil correspondiente. El tribunal ordenó que Liu pagara 496 000 yenes a Jiang Qiulian por sus pérdidas económicas y otros 200 000 yenes por la angustia mental que Jiang sufrió por el asesinato de su hija. El tribunal declaró además que «la abnegación de Jiang [Ge] hacia los demás refleja las virtudes tradicionales chinas y está en consonancia con los valores fundamentales del socialismo, el orden público y la buena moral, que deben ser elogiados... mientras que el comportamiento de Liu va en contra de la humanidad y debe ser condenado».
El 24 de enero, Liu declaró a través de su abogado que había recurrido la sentencia y que consideraba que el fallo de primera instancia no había encontrado pruebas de hecho suficientes y había aplicado la ley de forma incorrecta, por lo que solicitaba al tribunal de segunda instancia que devolviera el caso para que se celebrara un nuevo juicio o que modificara la sentencia para rechazar todas las pretensiones de la apelada de acuerdo con la ley.
El 16 de febrero se celebró la vista del recurso de Liu en el Tribunal Popular Intermedio de Qingdao. El juicio duró cuatro horas y el presidente del tribunal aplazó el juicio y anunció el veredicto en una fecha posterior. El 30 de diciembre, el tribunal dictó una sentencia de segunda instancia en la que rechazaba el recurso de Liu y confirmaba la sentencia original que exigía que pagara la indemnización a Jiang.
Tras conocerse la sentencia, Liu publicó un enlace de donación en su cuenta personal de Weibo en un intento de recaudar casi 700 000 yenes en concepto de indemnización. Sus acciones provocaron la indignación del público, incluida la de Jiang Qiulian, e infringieron la ley de beneficencia de China, que sólo permite a las organizaciones benéficas registradas recaudar fondos por Internet. Como resultado, su cuenta de Weibo se cerró permanentemente el 4 de enero de 2023.
El 1 de junio de 2023, Jiang Qiulian publicó un artículo en el que declaraba que Liu había pagado una indemnización total de 696 000 yenes después de que el tribunal ejecutara la sentencia cuatro veces. También declaró que se pondría en contacto con las organizaciones pertinentes para donar la indemnización.